# Božena Viková-Kunětická
Božena Vikova-Kunětická, née le 30 juillet 1862, morte le 18 mars 1934, est une femme politique tchécoslovaque, une journaliste, une femme de lettres et une féministe. Née à Pardubitz, en royaume de Bohême, elle est la première femme membre du parlement tchécoslovaque et d’un parlement d’un pays européen.

## Biographie
Božena Vikova (nom de jeune fille : Novotná) naît le 30 juillet 1862 à Pardubitz, alors située au sein du royaume de Bohême, rattaché lui-même à l’empire austro-hongrois. Sa famille y tient une auberge. Elle étudie le théâtre mais abandonne cette voie en 1881. Cette année-là, elle épouse Josef Vika, un employé d'une sucrerie, et le couple déménage à Uhříněves, puis à Český Brod (une petite ville près de Prague). Ils ont eu deux enfants. Au début des années 1880, Vikova commence à publier des nouvelles, des romans, des pièces de théâtre et de la poésie, utilisant différents pseudonymes, avec un regard ironique sur les villes de province, les environnements ruraux, et la vie familiale, mais aussi une sensibilité sociale. Un poète moderniste, Josef Svatopluk Machar, l’encourage à affirmer dans ses écrits le «point de vue d'une femme».
À la veille de la Première Guerre mondiale, le droit de votes universel, incluant le droit de vote des femmes, n’existe encore qu’en Nouvelle-Zélande (depuis 1893), et en Finlande (depuis 1906), bien que le débat sur ce thème soit ouvert depuis le Siècle des Lumières. Profitant d’une ambiguïté dans la loi austro-hongroise qui réserve aux hommes le droit de vote mais ne dit rien sur l’éligibilité des femmes, Bozena Vikova-Kuneticka se présente, en Bohème, aux élections parlementaires autrichiennes de 1912. Elle est élue à l'issue d'une campagne mouvementée, et félicitée par les plus illustres suffragettes européennes.
La convocation de l'assemblée ayant été ajournée, puis reportée définitivement avec le début de la guerre 1914-1918, elle n'est appelée à siéger qu'en 1918, dans un nouveau contexte : l'assemblée nationanle constituante de la Tchécoslovaquie. En 1920, elle est élue sénatrice, puis se retire en 1922 de la vie publique. Elle passe ses 12 dernières années dans le village de Libočany où elle meurt en 1934. Son travail est stocké aux archives du Musée de la littérature tchèque.
Si son rôle précurseur pour faire bouger la société européenne sur le rôle politique des femmes est largement reconnu, ses autres prises de position, notamment dans l’entre-deux-guerres, au sein du mouvement nationaliste tchèque, sont plus controversées, et ont terni son image auprès des générations suivantes,.

## Publications

### Nouvelles
- Povídky (1887)
- Drobné povídky (1888)
- Čtyři povídky (1890)
- Po svatbě (1892)
- Nové povídky (1892)
- Vdova po chirurgovi (1893)
- Idylky (1894)
- Silhouetty mužů (1899)
- Staří mládenci a jiné povídky (1901)
- Macecha a jiné črty (1902)

### Romans
- Justyna Holdanová (1892)
- Minulost (1895)
- Medřická (1897)
- Vzpoura (1901)
- Pán (1905)

### Essais et autres écrits
- Švýcarské scenerie (1902), images de voyage
- Věřím (1908), essai sur le spiritisme
- Má lásko (1908), œuvre lyrique
- Dobytí severu (1912), considérations politico-théologiques
- Dál ! (1912), conférences
- Vyznání (1919), études diverses
- Sebrané spisy (1919–1922),
- Před lety (1920)

### Théâtre
- Sběratelka starožitností (1890)
- V bludišti (1890)
- V jařmu (1897)
- Neznámá pevnina (1899)
- Přítěž (1901)
- Co bylo (1902)
- Holčička (1905)
- Cop (1905)
- Lidé (1909)
- Dospělé děti (1909)
- Reprezentantka domu (1911)

### Webographie
- Notices d'autorité :   - VIAF
  - ISNI
  - IdRef
  - LCCN
  - GND
  - Pays-Bas
  - Pologne
  - Tchéquie
  - WorldCat
- (cs) « Božena Viková-Kunětická aneb Příběh nacionalistické feministky », sur rozhlas.cz.